# Kakawin
Un kakawin est un récit poétique écrit en kawi ou « vieux-javanais », en vers, avec des rimes et une métrique dérivée de la littérature sanskrite. Les kakawin étaient composés et récités dans les cours royales du centre et de l'est de l'île de Java en Indonésie, du IXe au XVIe siècle et à Bali.
Bien que ces poèmes décrivent des événements et des personnages de la mythologie hindoue, ils ont pour cadre les îles où ils ont été composés et constituent ainsi une riche source d'information sur les sociétés de cour de Java et de Bali.

## Quelqueskakawin
- Inscription de Śivagŗha, 856
- Ramayana ~ 870
- Arjunawiwaha par mpu Kanwa, ~ 1030
- Kakawin Krsnayana
- Sumanasantaka
- Smaradahana
- Bhomakawya
- Bharatayuddha, by mpu Sedah and mpu Panuluh, 1157
- Hariwangsa
- Gatotkacaśraya
- Kakawin Wrtasañcaya
- Wṛttayana
- Brahmandapurana
- Kunjarakarna, by mpu "Dusun"
- Nagarakertagama ou Desawarnana par Mpu Prapañca, 1365
- Arjunawijaya, by Mpu Tantular
- Sutasoma, by mpu Tantular
- Siwaratrikalpa/Kakawin Lubdhaka
- Parthayajña
- Nitiśastra
- Nirarthaprakṛta
- Dharmaśunya
- Hariśraya
- Banawa Sekar Tanakung

## Further reading
- A. Teeuw, 1950, Hariwangsa, La Haye: Martinus Nijhoff. VKI 9. (Extracts of texts, en néerlandais)
- Piet Zoetmulder, 1974, Kalangwan. A Survey of Old Javanese Literature, La Haye: Martinus Nijhoff.